# Kempnyella walperi
Kempnyella walperi är en bäcksländeart som beskrevs av Joachim Illies 1964. Kempnyella walperi ingår i släktet Kempnyella och familjen jättebäcksländor. Inga underarter finns listade i Catalogue of Life.